# Досъдебно разследване
Досъдебното разследване или още и криминалното разследване се извършва за разкриване на престъпления.
Това е дейност на специално оторизирани държавни органи (следствени и/или полицейски), въз основа на данни и/или признаци, които навеждат на обосновано предположение за извършено престъпление.